# Mario Bokara
Mario Bokara je američki profesionalni hrvač hrvatskih korijena. Najpoznatiji je bio po nastupima u Impact Wrestlingu, a trenutno nastupa po raznim indy promocijama u SAD-u.

## Profesionalna hrvačka karijera

### Indy scena (2000. – danas)
Bokara se započeo baviti profesionalnim hrvanjem u kolovozu 2000. Upotrebljavajući kečersko ime Mo Sexton, Bokara se počeo hrvati u svim New Jersey indy promocijama kao što su Jersey Championship Wrestling, Jersey All Pro Wrestling, American Championship Entertainment i World Xtreme Wrestling.  ljeti 2005., Bokara je nastupao za za dva WWE-ova programa te odradio dva meča za Velocity i Sunday Night Heatu izgubivši od Simona Deana i  Roba Conwaya. Bokara je 2006. potpisao za jednu od WWE-ovih surađivačkih tvrtki Ohio Valley Wrestling u kojem je proveo punih pet mjeseci. U OVW Six Flags Summer Sizzler Series 2006., Bokara je nastupao kao Mo Sexton i udružio se s Codyjem Runnelsom, Kasyjem Jamesom, Roadkill i Chetom the Jetom pobijedivši Jacka Bulla, Pata Bucka, Rahim, Deucea i Domina. Godine 2010.-te u PPV-u tag-team meču Mercury Rising, Bokara, Bryan Danielson i Christopher Daniels su poraženi od Dana Maffa za American Championship Entertainment Heavyweight naslov. Godine 2012. Bokara je počeo nastupati u New Jersey's Pro Wrestling Syndicate kao Mo Sexton, ali je 2013. počeo nastupati sa svojim pravim imenom u svom novom gimnicku kao dodatak rezultatu njegovih hrvatskih korijena. U travnju 2014., Bokara je prvi put pobijedio PWS Heavyweight Championship porazivši Bonesawu and Kevina Matthewsa u "triple threat" meču. On je izgubio naslov u gradu Bonesawu u PPV-u PWS's Nightmare Before Christmas u prosincu 2014. Bokara je ponovno osvojio isti naslov u ožujku 2015. porazivši Fallaha Bahha. Dva mjeseca kasnije, on je izgubio naslov od Dana Maffa. Bokara je pobijedio 19. studenog Crowbara, Anthonyja Bowensa i Bulla Jamesa na Wrestlepro događaju. U dosta zabavnom meču u profesionalnoj hrvačkoj promociji Pro Wrestling Academy's Unsettled Differences, Bokara je pobijedio Kevina Matthewsa.

### Impact Wrestling/Global Force Wrestling (2017. – 2018.)
Bokara je debitirao na Impact Wrestlingu 23. ožujka 2017. u epizodi Impact Wrestling, gdje se udružio s Fallah Bahh i Idris Abraham pa su izgubili od Mahabali Shera, Garza Jr. i Laredo Kid. 2. travnja 2017., stigla je obavijest da je Bokara službeno potpisao jednogodišnji ugovor s Impact Wrestlingom. 27. travnja na epizodi  Impact!, Bokara i Bahh izgubili su od Veterans of War (Mayweather and Wilcox). Bokara i Bahh bili su još jednom poraženi od Veterans of War u prvoj rundu za GFW Tag Team Championship naslove. U One Night Only: No Surrender 2017. Bokara je bio poražen od Dezmobda Xaviera. 31. kolovoza 2018. u epizodi Impacta!, Bokara i Bahh su poraženi od oVe.
Bokara je uspješno primio liječnički tretman za ozljede koje je zadobio u meču kojem je odradio 2. siječnja 2018. na području ACL-a i Mensicusa.
Profil Bokare je s web stranica Impacta Wrrstlinga 31. siječnja 2018. prebačen na popis njihovih bivših prohrvača koja je tako potrdila njegov odlazak iz tvrtke.

## U profesionalnom hrvanju
- Završni potezi
  - Cloverleaf[3]
  - Croatian-Lock (Armbar)[25]
  - Frog splash[3]
- Pojedinačni potezi
  - Croatian Suplex (German suplex)[26]
- Nadimci
  - "The Croatian Sensation"[27]
  - "The Mug[3]
  - "The Renaissance Man"[3]
- Ulazne pjesme
  - "Keep Away" od Godsmacka (Indy scena; 7. veljače, 2003. – 21. kolovoza 2005.)
  - "Even Flow" by Pearl Jam (Indy scena; 1. kolovoza, 2006. – 21. srpnja, 2013.)
  - " Dolazak Hrvata" by Thompson (indy scena; 20. rujna, 2013. – danas)
  - "Crash" od Dale Oliver (Impact Wrestling / GFW; 15. travnja, 2017. – 2. siječnja, 2018.)

## Naslovi i ostale nagrade
- American Championship Entertainment
  - ACE Heavyweight Championship (1 put)[28]
  - ACE Tag Team Championship (1 put) – s Jayom Lethalom[29]
- Create A Pro Wrestling Academy
  - CAP Championship (1 put)[30]
- East Coast Pro Wrestling
  - ECPW Heavyweight Championship (1 put)
  - ECPW Television Championship (1 put)
  - ECPW Tag Team Championship (2 puta) – s Redom Hotom Russom[31]
- Monster Factory Pro Wrestling
  - MFPW Tag Team Championship (1 put, trenutno) – with Fallah Bahh
- Pro Wrestling Syndicate
  - PWS Heavyweight Championship (2 puta)[32]